# 松田将希
松田 将希（まつだ まさき、1993年7月16日 - ）は、日本の俳優である。プライマリーフィールド所属。

## 人物・エピソード
- 福岡県出身。血液型B型。身長173cm。
- 趣味はバスケットボール。
- 特技はバスケットボールとトロンボーン。高校時代はマーチングで全国大会に出場した経験を持つ[1]。
- 好きな食べ物は焼肉と生クリーム。
- かなりの偏食で、食べ物の好き嫌いが激しい。お酒にも弱く、一杯で酔う。
- 2018年4月、「刻め、我ガ肌ニ君ノ息吹ヲ〜THE　ORIGIN〜」白狐丸 役にて初主演を務める。

## 出演

### テレビドラマ
- ドラマ特番「福岡恋愛白書9」（2014年3月、KBC） - カップル・男 役
- スペシャルドラマ「奇跡の教室〜その時、仏が舞い降りた！〜」（2014年3月、日本テレビ） - 予備校生 役
- 「デート〜恋とはどんなものかしら〜」第5話（2015年2月、フジテレビ）
- 菊池建設企業ドラマ「テッペンからの景色III〜ゼネジョの流儀〜（2015年12月、Webドラマ）
- 「釣り刑事7」（2016年8月、TBS）高校生 役
- 「キャリア〜掟破りの警察署長〜」第8話（2016年11月、フジテレビ） - ホスト 役
- 「愛しい嘘〜優しい闇〜」 第1話・第3話（2022年1月14・28日、テレビ朝日）
- 「テッパチ!」第1話（2022年7月、フジテレビ）
- 「競争の番人」第1話（2022年7月、フジテレビ）

### 映画
- 「××× KISS KISS KISS」（2015年9月、矢崎仁司監督）
- 「Sea Opening」（2017年7月、堀内博志監督） - 岡田修二 役[2]
- 牙狼〈GARO〉 神ノ牙-KAMINOKIBA-（2018年、雨宮慶太監督） - 風侍 役
- 「カイジ ファイナルゲーム」（2020年1月、佐藤東弥監督） [3]
- 「ペテン狂騒曲」（2024年7月、松本了監督） - 大谷和希 役[4]

### 舞台
- 「WIN K ILLER」（2013年1月） - 二階堂隆盛 役
- 「WIN K ILLER FINALSTAGE」（2013年8月） - 渡辺薫 役
- 福岡スクールオブミュージック専門学校卒業公演「EXPLOSION」（2014年1月） - 金子 役
- 「天元突破グレンラガン〜炎撃篇〜」（2014年10月、全労済ホール/スペース・ゼロ）- 獣人 役
- 「The Last Rose Of Summer」（2015年6月、ザムザ阿佐谷）- 垣谷 役
- ミュージカル「ちっちゃな英雄（ヒーロー）」（2015年8月、サンリオピューロランド1階フェアリーランド） - ハンス 役
- ミュージカル「青春-AOHARU-鉄道」（2015年11月、全労済ホール/スペース・ゼロ）
- 舞台「CHaCK-UP-Episode.0-」（2015年12月、紀伊國屋サザンシアター / 神戸朝日ホール） - マーニィ 役[5]
- ホチキス若手ユニット ナウヤング 第一回公演「スパイ大迷惑」（2016年3月、ポケットスクエア 劇場MOMO） - 余怒峰怒 役
- 舞台「アンプラネット」（2016年5月、紀伊国屋ホール） - 黄楊いるか / マーニィ 役[6]
- 「ジル・ド・レ〜Gilles de Rais〜　〜episodeI 残光のリフレイン〜」（2016年8月、浅草六区ゆめまち劇場） - 森蘭丸 役
- 「横浜の嘘に3度酔う」（2016年10月、エビス駅前バー） - ミツオ 役
- ILLUMINUS Debut Stage「ジュブナイル」（2017年1月、シアター1010） - ソロウ 役
- 第27班 本公演6つ目「morning sun 晩夏/初春」（2017年5月、中野 テアトルBONBON） - レン 役
- 「アンプラネット-ボクの名は-」（2017年6月、紀伊國屋ホール） - マーニィ 役
- 「E.T.L vol.8 〜ボクらのアジトでNATSU☆祭〜」（2017年8月、品川プリンスホテル クラブeX） - マーニィ / ハンス 役
- 「THRee'S[スリーズ]」（2017年9月、CBGKシブゲキ!!） - 荀彧 役[7]
- 「ちっちゃな英雄（ヒーロー）」（2017年10月 - 12月、サンリオピューロランド内フェアリーランドシアター） - ブックス 役
- 「アンプラネット-Back to the Past！-」（2018年1月、品川プリンスホテル クラブeX） - マーニィ 役[8]
- 「E.T.L vol.214 〜ほしいのはキミのチョコだけ！〜」（2018年2月、品川プリンスホテル クラブeX） - マーニィ 役
- 「刻め、我ガ肌ニ君ノ息吹ヲ〜THE　ORIGIN〜」（2018年4月、新宿スターフィールド） - 主演：白狐丸 役
- 「忍ノSAGA」（2018年8月、CBGKシブゲキ!!） - 壺谷壮太 役
- 舞台「OverSmile」（2018年9月、CBGKシブゲキ!!） - コロンバス 役
- 朗読劇「あっくんとカノジョ」～松尾真砂の日常～（2018年10月、東京・科学技術館 サイエンスホール） -  荘敦大 役
- Sense fusion-01「僕のカタチと、僕のアイダ」（2018年10月ポケットスクエア 劇場MOMO） - 福井青空 役
- 舞台『伊賀の花嫁 その三「ズルい女」編』（2019年2月、三越劇場） - 江夏 役
- 舞台「大正☆クインテット」（2019年3月、座・高円寺2） - 赤星十蔵 役
- 舞台「信長の野望・大志　夢幻～本能寺の変～」（2019年5月、シアター1010） - 井伊直政 役
- 舞台「博多豚骨ラーメンズ」（2019年7月、シアターサンモール） - 原田ユウスケ 役
- 第27班「潜狂」（2019年8月、三鷹市芸術文化センター星のホール） - ユタカ 役
- Muse of Soulプロデュースvol.2『第17GZ研究開発室』（2019年10月、ウエストエンドスタジオ） - 東金駿 役
- 舞台「DARKNESS HEELS～THE LIVE～SHINKA」（2019年12月、CBGKシブゲキ!!） - クレスト・ハーロイ　役
- 超空想科学奇譚「食用人間～トリコジカケの中華料理～」（2020年7月 - 8月、ウエストエンドスタジオ） - ジョン 役
- 怪盗☆ドラゴンカンパニーVol.１「イサヤ島の王女と神の右腕」（2020年10月、CBGKシブゲキ!!） - トラギス 役
- 舞台「SERVAMP-サーヴァンプ-」（2020年11月、こくみん共済 coop ホール/スペース・ゼロ） - 綿貫桜哉 役
- 舞台「YOSHITSUNE廻」（2021年5月、北千住天空劇場） - 景時 役
- 朗読劇「思い出観覧車」（2021年10月、こった創作空間） - 哲也 役
- マウストラップ～ねずみとり～（2022年1月、俳優座劇場） - クリストファ・レン 役[9]
- 「P.P.P 222 ～Prime Poetical Party～」　(2022年2月、品川プリンスホテルクラブeX) - マーニィ役
- 「IMPRESSION vol.14 思い出販売所-復讐編-」 (2022年3月、こった創作空間) - 朝山輝役
- 朗読劇「終末のReコード」(2022年4月、シアターグリーン-BIG TREE THEATER-) - 戸越という謎の学生役
- 朗読劇「学園デスパネル2022」(2022年7月、座・高円寺2) - 社長役
- 「Letter2022」(2022年9月、中野ザ・ポケット) - 溝口譲・永田与四雄役
- 「IMPRESSION 番外編」(2022年10月、こった創作空間)
- 「黄泉の国でも愛してる」(2022年11月、中野ザ・ポケット）- 鷺沼一矢役
- 第27班 本公演-15-「蛍」(2022年12月、三鷹市芸術文化センター星のホール） - オシダ役
- 短編朗読劇公演「IMPRESSION 番外編」(2023年2月 こった創作空間)
- 「リバースヒストリカ」(2023年4月 赤坂RED/THEATER )
- 「引き結び～紬ぎ結ぶは命の糸～」(2023年5月 中野テアトルBONBON)
- 「The BOX 」(2023年8月 中野ザ・ポケット)
- 舞台「アクセル」(2023年8月 サンモールスタジオ)
- 「Letter2023」(2023年9月 伝承ホール)
- 舞台 華の天羽組 -天京戦争編-powered byヒューマンバグ大学（2023年12月9日 - 17日、品川プリンスホテル クラブeX） - 北岡隆太 役[10]
- 舞台「リーマンズクラブ」（2024年9月、シアターサンモール） - 立花梓馬 役[11]
- 舞台「ブリキの茶袱台」(2024年11月 赤坂πTOKYO)
- 「週末朗読同好会 vol.2」(2024年12月 赤坂πTOKYO)
- バザール44℃ 旗揚げ公演「青少年のための純恋愛入門」（2025年3月、STスポット）[12]
- 「週末朗読同好会 vol.3」(2025年4月 赤坂πTOKYO)
- 「夏の週末朗読同好会祭り」(2025年6月 赤坂πTOKYO)

### CM
- 「NPO法人日本ケアフィットサービス」（2013年10月）

### スチール
- 進研ゼミ高校講座 情報誌（2017年3月）

### その他
- 遊園地スーツアクター 仮面ライダークウガ